# Neoregelia pineliana
Neoregelia pineliana är en gräsväxtart som först beskrevs av Lem., och fick sitt nu gällande namn av Lyman Bradford Smith. Neoregelia pineliana ingår i släktet Neoregelia och familjen Bromeliaceae. Inga underarter finns listade i Catalogue of Life.